# نورآباد (کیشکور)
نورآباد روستایی در دهستان مچان بخش کیشکور شهرستان سرباز استان سیستان و بلوچستان ایران است.

## جمعیت
بر پایه سرشماری عمومی نفوس و مسکن در سال ۱۳۹۵ جمعیت این روستا ۵۸۴ نفر (۱۳۷خانوار) بوده‌است.